# Nathan Smith (ishockeyspelare född 1982)
För andra betydelser, se Nathan Smith.
Nathan Smith, född 9 februari 1982, är en kanadensisk före detta professionell ishockeyforward som tillbringade fem säsonger i den nordamerikanska ishockeyligan National Hockey League (NHL), där han spelade för Vancouver Canucks, Pittsburgh Penguins och Minnesota Wild. Han producerade noll poäng (noll mål och noll assists) samt drog på sig 14 utvisningsminuter på 26 grundspelsmatcher.
Smith spelade även för Augsburger Panther i Deutsche Eishockey Liga (DEL); Manitoba Moose, Wilkes-Barre/Scranton Penguins, Lake Erie Monsters, Houston Aeros och Syracuse Crunch i American Hockey League (AHL) samt Swift Current Broncos i Western Hockey League (WHL).
Han draftades av Vancouver Canucks i första rundan i 2000 års draft som 23:e spelare totalt.

## Statistik
| 1996–1997  | Strathcona Warriors            | AMBHL      | 35  | 21 | 29  | 50  | 38  | —  | —  | —  | —  | —  |
| 1997–1998  | Sherwood Park Kings            | AMHL       | 35  | 15 | 13  | 28  | 24  | —  | —  | —  | —  | —  |
| 1998–1999  | Swift Current Broncos          | WHL        | 47  | 5  | 8   | 13  | 26  | —  | —  | —  | —  | —  |
| 1999–2000  | Swift Current Broncos          | WHL        | 70  | 21 | 28  | 49  | 72  | 12 | 1  | 6  | 7  | 4  |
| 2000–2001  | Swift Current Broncos          | WHL        | 67  | 28 | 62  | 90  | 78  | 19 | 4  | 3  | 7  | 20 |
| 2001–2002  | Swift Current Broncos          | WHL        | 47  | 22 | 38  | 60  | 52  | 12 | 3  | 6  | 9  | 18 |
| 2002–2003  | Manitoba Moose                 | AHL        | 53  | 9  | 8   | 17  | 30  | 14 | 1  | 3  | 4  | 25 |
| 2003–2004  | Vancouver Canucks              | NHL        | 2   | 0  | 0   | 0   | 0   | —  | —  | —  | —  | —  |
|            | Manitoba Moose                 | AHL        | 76  | 4  | 16  | 20  | 71  | —  | —  | —  | —  | —  |
| 2004–2005  | Manitoba Moose                 | AHL        | 72  | 7  | 9   | 16  | 67  | 14 | 2  | 4  | 6  | 20 |
| 2005–2006  | Vancouver Canucks              | NHL        | 1   | 0  | 0   | 0   | 0   | —  | —  | —  | —  | —  |
|            | Manitoba Moose                 | AHL        | 20  | 5  | 4   | 9   | 57  | —  | —  | —  | —  | —  |
| 2006–2007  | Vancouver Canucks              | NHL        | 1   | 0  | 0   | 0   | 0   | 4  | 0  | 0  | 0  | 0  |
|            | Manitoba Moose                 | AHL        | 72  | 19 | 21  | 40  | 76  | 6  | 0  | 1  | 1  | 12 |
| 2007–2008  | Pittsburgh Penguins            | NHL        | 13  | 0  | 0   | 0   | 2   | —  | —  | —  | —  | —  |
|            | Wilkes-Barre/Scranton Penguins | AHL        | 68  | 22 | 28  | 50  | 61  | 22 | 7  | 11 | 18 | 40 |
| 2008–2009  | Lake Erie Monsters             | AHL        | 44  | 6  | 10  | 16  | 42  | —  | —  | —  | —  | —  |
| 2009–2010  | Minnesota Wild                 | NHL        | 9   | 0  | 0   | 0   | 12  | —  | —  | —  | —  | —  |
|            | Houston Aeros                  | AHL        | 67  | 14 | 23  | 37  | 83  | —  | —  | —  | —  | —  |
| 2010–2011  | Augsburger Panther             | DEL        | 52  | 4  | 12  | 16  | 42  | —  | —  | —  | —  | —  |
| 2011–2012  | Syracuse Crunch                | AHL        | 18  | 1  | 5   | 6   | 4   | —  | —  | —  | —  | —  |
| NHL totalt | NHL totalt                     | NHL totalt | 26  | 0  | 0   | 0   | 14  | 4  | 0  | 0  | 0  | 0  |
| AHL total  | AHL total                      | AHL total  | 490 | 87 | 124 | 211 | 491 | 56 | 10 | 19 | 29 | 97 |
| WHL total  | WHL total                      | WHL total  | 231 | 76 | 136 | 212 | 228 | 43 | 8  | 15 | 23 | 42 |